# Rancho Cucamonga
Rancho Cucamonga ist eine Stadt im San Bernardino County im US-Bundesstaat Kalifornien.
Das U.S. Census Bureau hat bei der Volkszählung 2020 eine Einwohnerzahl von 174.453 ermittelt.
Rancho Cucamonga entstand im Jahr 1977 durch den Zusammenschluss der Ortschaften Alta Loma, Cucamonga und Etiwanda.

## Geographie
Das 103 Quadratkilometer große Stadtgebiet liegt im Südwesten des San Bernardino Countys in Kalifornien. Sie grenzt im Osten an Fontana, im Süden an Ontario, im Westen an Upland und im Nordwesten an San Antonio Heights. Nördlich liegen die San Gabriel Mountains. Rancho Cucamonga befindet sich 63 km östlich von Los Angeles.
Rancho Cucamonga hat 165.269 Einwohner (Stand der Volkszählung 2010). Die Stadt erstreckt sich auf einer Fläche von circa 103,3 km², wovon die Landfläche den größten Teil ausmacht; die Bevölkerungsdichte beträgt somit 1601,3 Einwohner pro km². Das Stadtzentrum befindet sich auf einer Höhe von 368 Metern. Rancho Cucamonga gehört zur Metropolregion Inland Empire.
In Rancho Cucamonga treffen mit dem Mojave Trail, dem Old Spanish Trail, der Route 66 (heute als Foothill Boulevard ausgewiesen) und dem El Camino Real mehrere bedeutende historische Verbindungswege aufeinander.
Bei einem Waldbrand im San Bernardino National Forest, der in unmittelbarer Nähe zur Stadt liegt, verbrannten Ende April 2014 rund 600 Hektar Land.

## Demographie
Nach der Volkszählung im Jahr 2010 lebten in Rancho Cucamonga 165.269 Menschen in rund 54.300 Haushalten. Innerhalb von zehn Jahren hatte die Stadt damit eine massive Zuwanderung erfahren. Seit dem Jahr 2000 war die Einwohnerzahl von 127.000 auf über 165.000 angestiegen. Eine Mehrheit der Bevölkerung sind Weiße, wobei auch hispanische Einwanderer, sogenannte Latinos mehr als ein Drittel der Einwohner stellen. Afroamerikaner sind mit einem Bevölkerungsanteil von zehn Prozent etwas über dem kalifornischen Durchschnitt repräsentiert. Einen ähnlich hohen Anteil erreichen asiatischstämmige Amerikaner. Die Volkszählung ergab ebenfalls, dass auf 100 Frauen 97,6 Männer kamen.

## Geschichte
Der Weinbau im Cucamonga Valley wurde 1838 durch den Spanier Tubercio Tapia begründet, also bereits vor Aufnahme Kaliforniens als einunddreißigster Staat in die USA am 9. September 1850. Tapias 13.000 Acres Land umfassende Rancho Cucamonga wurde 1858 von John Rains und seiner Frau gekauft und ist heute im National Register of Historic Places gelistet.  Im Jahr 1887 wurden von chinesischen Arbeitern Bewässerungstunnel in den Cucamonga Canyon gegraben und die Santa Fe Railroad durch das Gebiet verlängert. Im Jahr 1913 wurde die Pacific Electric Railway nach Rancho Cucamonga verlängert, um den Getreidetransport zu verbessern. Die Stadt Rancho Cucamonga selbst entstand erst im Jahr 1977 durch den Zusammenschluss der Ortschaften Alta Loma, Cucamonga und Etiwanda.

## Politik
Rancho Cucamonga ist Teil des 23. Distrikts im Senat von Kalifornien, der vom Republikaner Mike Morrell vertreten wird. In der California State Assembly ist der größte Teil des Ortes dem 40. Distrikt zugeordnet, der momentan vakant ist. Ein kleinerer Bereich gehört zum 41. Assemblydistrikt, den der Demokrat Chris Holden vertritt. Auf Bundesebene gehört Rancho Cucamonga Kaliforniens 31. Kongresswahlbezirk an, der einen Cook Partisan Voting Index von D+5 hat und vom republikanischen Abgeordneten Gary Miller vertreten wird.

## Wirtschaft
Die Stadt ist ein wichtiger Industriestandort im Südosten Kaliforniens. In Rancho Cucamonga ist der einzige Stahlfabrikant Kaliforniens, Tamco Steel, ansässig.
Nach dem Comprehensive Annual Financial Report 2011 sind dies die größten Arbeitgeber im Stadtgebiet von Rancho Cucamonga:
| #  | Arbeitgeber                      | Angestellte |
| -- | -------------------------------- | ----------- |
| 1  | Etiwanda School District         | 1312        |
| 2  | Chaffey College                  | 1300        |
| 3  | Amphastar Pharmaceuticals        | 999         |
| 4  | Stadtverwaltung Rancho Cucamonga | 880         |
| 5  | Alta Loma School District        | 783         |
| 6  | Macy’s                           | 750         |
| 7  | Central School District          | 680         |
| 8  | West Valley Detention Center     | 668         |
| 9  | Big Lots                         | 521         |
| 10 | Mercury Insurance Company        | 509         |

## Bildung
Rancho Cucamonga ist in fünf Schuldistrikte eingeteilt: Alta Loma School District, Central School District, Cucamonga School District, Etiwanda School District und Chaffey Joint Union High School District.
Die Stadt beherbergt das Chaffey College und einige Campus verschiedener Schulen, darunter der University of Redlands oder der University of Phoenix.
Im Stadtgebiet gibt es insgesamt vier High Schools: Alta Loma High School, Etiwanda High School, Los Osos High School und die Rancho Cucamonga High School.

## Verkehr

### Öffentlicher Nahverkehr
Von zentraler Bedeutung ist das Omnibussystem Omnitrans, welches das gesamte Stadtgebiet bedient.
Darüber hinaus ist die Stadt mit einer Station an die San Bernardino Line des Metrolinknetzes angeschlossen, mit der Los Angeles oder San Bernardino schnell zu erreichen sind. Außerdem soll der Bahnhof ab 2027 Startpunkt des geplanten Hochgeschwindigkeitszugs Brightline West nach Las Vegas sein.

### Autobahnanbindung
Sowohl die Interstate 15 als auch die Interstate 210 durchlaufen das Stadtgebiet von Rancho Cucamonga.

## Persönlichkeiten
Aus Rancho Cucamonga stammt die Band Rufio.

### Söhne und Töchter der Stadt
- Maya Alcantara (* 2000), philippinische Fußballspielerin
- Carissa Christensen (* 1996), Fußballspielerin
- Darren Collison (* 1987), Basketballspieler
- Collin Delia (* 1994), Eishockeytorwart
- Shawna Gordon (* 1990), Fußballspielerin
- Perry Jones (Tennisfunktionär) (1890–1970), Tennisfunktionär
- Ifeoma Onumonu (* 1994), nigerianische Fußballspielerin
- Ashley Anumba (* 1999), nigerianische Diskuswerferin
- C. J. Stroud (* 2001), American-Football-Spieler

### Mit Rancho Cucamonga verbundene Persönlichkeiten
- Marvin Jones (* 1990), American-Football-Spieler, besuchte die Highschool in Rancho Cucamonga
- Craig Lamar Traylor (* 1989), Schauspieler, besuchte die Highschool in Rancho Cucamonga